# Sani Kaita
Sani Haruna Kaita (*2. květen 1986, Kano) je bývalý nigerijský fotbalový záložník, naposledy hrající v dresu finského týmu Rovaniemen Palloseura.

## Kariéra
Kaita s fotbalem začínal v nigerijském klubu Kano Pillars FC, kde také započal profesionální kariéru. V roce 2005 se stěhoval do Holandska, konkrétně do týmu Sparta Rotterdam. Ve třech sezonách se však výrazněji prosadil až v té poslední a v roce 2008 si jej do týmu vybralo vedení AS Monaco. O půl roku později byl však poslán na hostování do ruského Krasnodaru a od léta 2010 byl na hostování v Alanii Vladikavkaz.

## Úspěchy
S národním týmem do 20 let získal v roce 2005 stříbrnou medaili na mistrovství světa. Je také členem týmu do 23 let, který na olympiádě v Pekingu získal rovněž stříbrné medaile.